# George Gurdjieff
George Ivánovich Gurdjieff; en griego: Γιώργος Γεωργιάδης, en armenio: Գեորգի Գյուրջիև, en ruso: Георгий Иванович Гюрджиев; (Alexándropol, c. 1867–Neuilly-sur-Seine, 29 de octubre de 1949), conocido como George Gurdjieff, fue un filósofo, místico, maestro espiritual, compositor y profesor de danza. Gurdjieff enseñó que las personas no son conscientes de sí mismas y, por lo tanto, viven sus vidas en un estado de «sueño despierto» hipnótico, pero que es posible despertar a un estado superior de conciencia y servir a nuestro propósito como seres humanos. La práctica de su enseñanza se ha conocido como «El Trabajo» (que connota trabajo sobre uno mismo) y es adicional a los caminos de los faquires (sufíes), monjes y yoguis, por lo que su alumno PD Ouspensky se refirió a él como el «Cuarto Camino».
Las enseñanzas de Gurdjieff han inspirado la formación de muchos grupos en todo el mundo. Después de su muerte en 1949, se estableció la Fundación Gurdjieff en París, dirigida por su alumna Jeanne de Salzmann en cooperación con otros alumnos directos de Gurdjieff, hasta su muerte en 1990; y luego por su hijo Michel de Salzmann, hasta su muerte en 2001. La Asociación Internacional de las Fundaciones Gurdjieff comprende el Institut Gurdjieff en Francia, la Fundación Gurdjieff en los EE. UU., la Sociedad Gurdjieff en el Reino Unido y la Fundación Gurdjieff en Venezuela.

## Biografía
Gurdjieff nació en Alexandropol, Gobernación de Ereván, Imperio ruso (ahora Gyumri, Armenia). Su padre, Ivan Ivanovich Gurdjieff, era griego y un renombrado ashugh bajo el seudónimo de 'Adash', que en la década de 1870 manejaba grandes rebaños de ganado vacuno y ovino. La opinión sostenida durante mucho tiempo es que la madre de Gurdjieff era armenia, aunque algunos estudiosos han especulado recientemente que ella también era griega. Según el propio Gurdjieff, su padre provenía de una familia griega cuyos antepasados habían emigrado de Bizancio después de la caída de Constantinopla en 1453, y su familia se mudó inicialmente a Anatolia central, y de allí finalmente a Georgia en el Cáucaso.  Gurdjieff tuvo una infancia difícil, su familia se mudó a la ciudad de Kars cuando él era niño. Por su origen mixto, hablaba varios idiomas: ruso, turco, griego y armenio. En Kars, el padre Borsch (amigo de su padre), de la Iglesia Ortodoxa Rusa, se hizo cargo de su enseñanza durante su juventud, lo que es corroborado por el relato de su sobrina Luba Gurdjieff Everitt y concuerda con fotografías y videos tomados de él en 1949.
Existen opiniones contradictorias sobre la fecha de nacimiento de Gurdjieff, que van desde 1866 a 1877. La mayor parte de los registros existentes apuntan fuertemente hacia 1877, pero Gurdjieff en conversaciones reportadas con estudiantes dio el año de su nacimiento como c.  1867.Aunque los documentos oficiales registran consistentemente el día de su nacimiento como el 28 de diciembre, el propio Gurdjieff celebró su cumpleaños ya sea en la fecha del antiguo calendario juliano ortodoxo del 1 de enero, o según la fecha del calendario gregoriano para el Año Nuevo del 13 de enero (hasta 1899; 14 de enero después de 1900). El año de 1872 está inscrito en una placa en la lápida del cementerio de Avon, Seine-et-Marne , Francia, donde fue enterrado su cuerpo.
Gurdjieff pasó su infancia en Kars, que, de 1878 a 1918, fue la capital administrativa de la provincia transcaucásica gobernada por Rusia del óblast de Kars, una región fronteriza recientemente capturada del Imperio otomano. Contenía extensas estepas y altas montañas, y estaba habitada por una población multiétnica y multiconfesional que tenía una historia de respeto por los místicos viajeros y los hombres santos, y por el sincretismo religioso y la conversión. Tanto la ciudad de Kars como el territorio circundante eran el hogar de una población extremadamente diversa: aunque formaba parte de la meseta armenia, el óblast de Kars albergaba armenios, rusos, griegos del Cáucaso, georgianos, turcos, kurdos y un número menor de comunidades cristianas de Europa oriental y central, como alemanes del Cáucaso, estonios y comunidades sectarias rusas como los molokanos, los doukhobors, los pryguny y los subbotniks.
El joven Gurdjieff leía con avidez literatura de muchas fuentes e influenciado por estos escritos y al presenciar una serie de fenómenos que no podía explicar, se formó la convicción de que existía una verdad oculta conocida por la humanidad en el pasado, que no podía ser determinada por la ciencia o la religión dominante. En su juventud, según su propio relato, la búsqueda de dicho conocimiento lo llevó a viajar extensamente a Asia Central, Egipto, Irán, India, Tíbet y otros lugares antes de regresar a Rusia por unos años en 1912. Nunca fue sincero sobre la fuente de su enseñanza, que una vez etiquetó como cristianismo esotérico , en el sentido de que atribuye un significado psicológico en lugar de literal a varias parábolas y afirmaciones que se encuentran en la Biblia. El único relato de sus andanzas aparece en su libro Encuentros con hombres notables, que generalmente no se considera una autobiografía confiable. Un ejemplo es la aventura de caminar a través del desierto de Gobi sobre zancos, donde Gurdjieff dijo que pudo mirar hacia abajo los contornos de las dunas de arena mientras la tormenta de arena se arremolinaba debajo de él. Cada capítulo lleva el nombre de un «hombre notable», algunos de los cuales eran supuestos miembros de una sociedad llamada «Los Buscadores de la Verdad».
En 1890, se afilió a las sociedades secretas de Armenia que luchaban contra la dominación del Imperio otomano y se aprovechó de estos vínculos para llevar a cabo ciertas investigaciones de índole personal en el campo de lo desconocido. Dos veces sufrió heridas de bala, una de las cuales por poco lo mata. Lo llevaron a un lugar donde, según Gurdjieff, las condiciones eran ideales para su recuperación.
Poco se sabe de su juventud hasta 1912, pese al relato autobiográfico que se encuentra en uno de sus libros, Encuentros con hombres notables. Realiza un viaje por Asia, en el curso del cual conoce a varias personas con las que forma un grupo: «Los buscadores de la verdad». Continúa recorriendo lugares y absorbiendo conocimientos durante varios años. El viaje fue crucial para la recolección de las tradiciones.
La formulación de la doctrina del cuarto camino se origina en diversas tradiciones (budismo, sufismo, hinduismo, cristianismo ortodoxo oriental) y en la teosofía. Hay tres caminos: el camino del fakir, el del monje y el del Yogi. Más allá de estos tres caminos, hay un cuarto camino. Según Gurdjieff, esta idea data de tiempo inmemorial y no es una idea original suya. El cuarto camino nunca empieza en un nivel inferior al de un buen padre de familia, porque requiere la responsabilidad de una persona que vive en el mundo y se enfrenta a los quehaceres cotidianos sin la necesidad de abandonar el mundo, como sucede en los otros tres caminos. El cuarto camino requiere que la persona trabaje sobre el intelecto, las emociones y el cuerpo físico. En el cuarto camino, la función sexual es la más importante. Según Gurdjieff, la energía sexual es la más poderosa que produce el organismo, sin la sublimación de la cual no se puede lograr nada.

## Trayectoria
En 1912, llega a Moscú luego de pasar más de 20 años de travesías,  y atrajo a sus primeros estudiantes, entre ellos su primo, el escultor Sergey Merkurov , y el excéntrico Rachmilievitch y forma el Instituto para el Desarrollo Armónico del Hombre. Conoce a la condesa Julia Ósipovna Ostrowska,  Ese mismo año, se casó con la polaca Julia Ostrowska en San Petersburgo, ella como prima de Alejandra era dama de la corte real de los Románov. Ella era rusa de origen polaco, y sus padres fueron Ósip Ostrowski y Marie Fédérowska Misich. En 1914, Gurdjieff anunció su ballet, La lucha de los magos, y supervisó la escritura por parte de sus alumnos del sketch Vislumbres de la verdad, el primer relato (anónimo) sobre el pensamiento de Gurdjieff. En 1915, conoce a Peter Demianovich Ouspensky, y en 1916, al compositor Thomas de Hartmann y a su esposa, Olga, como estudiantes. En ese momento tenía unos 30 alumnos.
Durante la Revolución rusa, Gurdjieff abandonó Petrogrado en 1917 para regresar a su casa familiar en Alexandropol (actual Gyumri, en Armenia). Durante la Revolución de Octubre, estableció una comunidad de estudio temporal en Essentuki, en el Cáucaso, donde trabajó intensamente con un pequeño grupo de alumnos rusos. La hermana mayor de Gurdjieff, Anna, y su familia llegaron allí más tarde como refugiados, informándole de que los turcos habían disparado a su padre en Alexandropol el 15 de mayo. A medida que la zona se vio cada vez más amenazada por la guerra civil, Gurdjieff inventó una historia en el periódico anunciando su próxima «expedición científica» al «Monte Induc». Haciéndose pasar por un científico y luciendo un cinturón rojo de bombero con anillos de latón. Gurdjieff salió de Essentuki con catorce compañeros (excluyendo a la familia de Gurdjieff y a Ouspensky). Viajaron en tren a Maikop, donde las hostilidades los retrasaron durante tres semanas. En la primavera de 1919, Gurdjieff conoció al artista Alexandre de Salzmann y a su esposa Jeanne y los aceptó como alumnos. Con la ayuda de Jeanne de Salzmann, Gurdjieff realizó la primera demostración pública de sus Danzas Sagradas (Movimientos en la Ópera de Tbilisi, 22 de junio).

Gurdjieff se concentró en su ballet aún no representado, La lucha de los magos. Thomas de Hartmann (que había hecho su debut años atrás, ante el zar Nicolás II de Rusia), trabajó en la música para el ballet, y Olga Ivanovna Hinzenberg (que años después se casó con el arquitecto estadounidense Frank Lloyd Wright), practicó las danzas. Fue aquí donde Gurdjieff abrió su primer Instituto para el Desarrollo Armónico del Hombre. A finales de mayo de 1920, cuando las condiciones políticas y sociales en Georgia se deterioraron, su grupo viajó a Batumi en la costa del Mar Negro y luego en barco a Estambul. Gurdjieff alquiló un apartamento en la calle Kumbaracı en Péra y más tarde en 13 Abdullatif Yemeneci Sokak cerca de la Torre de Gálata. El apartamento está cerca de la Khanqah (logia sufí) de la Orden Mevlevi (una orden sufí que sigue las enseñanzas de Jalal al-Din Muhammad Rumi), donde Gurdjieff, Ouspensky y Thomas de Hartmann presenciaron la ceremonia Sama de los derviches giratorios. En Estambul, Gurdjieff también conoció a su futuro alumno, el capitán John G. Bennett, entonces jefe de la Dirección Británica de Inteligencia Militar en Constantinopla, quien describió su impresión de Gurdjieff de la siguiente manera:
Allí conocí a Gurdjieff en el otoño de 1920, y ningún entorno podría haber sido más apropiado. En Gurdjieff, Oriente y Occidente no se encuentran simplemente, sino que sus diferencias se aniquilan en una visión del mundo que no conoce distinciones de raza o credo. Ésta fue mi primera impresión y sigue siendo una de las más fuertes. Era un griego del Cáucaso que hablaba turco con un acento de una pureza inesperada, el acento que uno asocia con aquellos nacidos y criados en el estrecho círculo de la Corte Imperial. Su apariencia era bastante llamativa incluso en Turquía, donde se veían muchos tipos inusuales. Tenía la cabeza rapada, un inmenso bigote negro, ojos que en un momento parecían muy pálidos y en otro casi negros. Aunque su estatura era inferior a la media, daba, sin embargo, la impresión de una gran fuerza física.
En agosto de 1921 y 1922, Gurdjieff viajó por Europa occidental, dando conferencias y demostraciones de su trabajo en varias ciudades, como Berlín y Londres. Atrajo la lealtad de muchos de los alumnos destacados de Ouspensky (notablemente el editor AR Orage ). Después de un intento fallido de obtener la ciudadanía británica, Gurdjieff estableció el Instituto para el Desarrollo Armonioso del Hombre al sur de París en el Prieuré des Basses Loges en Avon, cerca del famoso Château de Fontainebleau. La mansión, que alguna vez fue impresionante pero algo desmoronada, ubicada en amplios terrenos, albergaba un séquito de varias docenas, incluidos algunos de los parientes restantes de Gurdjieff y algunos refugiados rusos blancos . Se exhibió un aforismo que decía: «Aquí no hay rusos ni ingleses, judíos ni cristianos, sino solo aquellos que persiguen un objetivo: poder ser».

Entre los nuevos alumnos se encontraban Charles Stanley Nott, René Zuber, Margaret Anderson y su pupilo Fritz Peters. Los intelectuales y la clase media que se sentían atraídos por las enseñanzas de Gurdjieff a menudo encontraban desconcertante el alojamiento espartano de la Prieuré y el énfasis en el trabajo duro en los terrenos. Gurdjieff ponía en práctica su enseñanza de que las personas necesitan desarrollarse física, emocional e intelectualmente, por lo que se organizaban conferencias, música, danza y trabajo manual. Los alumnos mayores se dieron cuenta de que la enseñanza de Prieuré difería del complejo «sistema» metafísico que se había enseñado en Rusia. Además de las penurias físicas, su comportamiento personal con los alumnos podía ser feroz:
Gurdjieff estaba de pie junto a su cama en un estado de furia que me pareció completamente incontrolable. Estaba furioso con Orage, que permanecía impasible y muy pálido, enmarcado en una de las ventanas... De repente, en el espacio de un instante, la voz de Gurdjieff se detuvo, toda su personalidad cambió y me dedicó una amplia sonrisa y, con un aspecto increíblemente pacífico e interiormente tranquilo, me indicó que me marchara. Luego reanudó su diatriba con la misma fuerza. Esto sucedió tan rápido que no creo que el Sr. Orage se diera cuenta de la interrupción del ritmo.
Durante este período, Gurdjieff adquirió notoriedad como «el hombre que mató a Katherine Mansfield» después de que Katherine Mansfield muriera allí de tuberculosis el 9 de enero de 1923. Sin embargo, James Moore y Ouspensky sostienen que Mansfield sabía que pronto moriría y que Gurdjieff hizo que sus últimos días fueran felices y plenos.

### Primer accidente de coche, escritura y visitas a Norteamérica
A partir de 1924, Gurdjieff realizó visitas a Norteamérica, donde finalmente recibió a los alumnos que habían sido previamente enseñados por AR Orage. En 1924, mientras conducía solo de París a Fontainebleau, sufrió un accidente automovilístico casi fatal. Cuidado por su esposa y su madre, se recuperó lenta y dolorosamente, contra toda expectativa médica. Todavía convaleciente, «disolvió» formalmente su instituto el 26 de agosto (de hecho, dispersó sólo a sus alumnos «menos dedicados»), lo que expresó como un compromiso personal: «en el futuro, bajo el pretexto de diferentes razones dignas, eliminaré de mi vista a todos aquellos que por esto o aquello hacen mi vida demasiado cómoda». 
Mientras se recuperaba de sus heridas y todavía estaba demasiado débil para escribir, comenzó a dictar su obra magna, Cuentos de Belcebú, la primera parte de Todo y todo, en una mezcla de armenio y ruso. El libro suele considerarse enrevesado y oscuro y obliga al lector a «esforzarse» para encontrar su significado. Continuó desarrollando el libro durante algunos años, escribiendo en cafés ruidosos que le parecían propicios para plasmar sus pensamientos.
La madre de Gurdjieff murió en 1925 y su esposa desarrolló un cáncer y murió en junio de 1926. Ouspensky asistió a su funeral. Según Fritz Peters, Gurdjieff estuvo en Nueva York desde noviembre de 1925 hasta la primavera de 1926, cuando logró reunir más de 100.000 dólares. Iba a hacer seis o siete viajes a los EE. UU., pero se enemistó con varias personas con sus descaradas e impúdicas demandas de dinero.
En 1927, Jean Toomer fundó un grupo de Gurdjieff con sede en Chicago, después de haber recibido formación en el Prieuré durante un año. Diana Huebert era miembro habitual del grupo de Chicago y documentó las diversas visitas que Gurdjieff hizo al grupo en 1932 y 1934 en sus memorias sobre el hombre.
A pesar de sus esfuerzos por recaudar fondos en Estados Unidos, la organización Prieuré se endeudó y cerró en 1932. Gurdjieff fundó un nuevo grupo de enseñanza en París, conocido como La Cuerda, que estaba compuesto únicamente por mujeres, muchas de ellas escritoras, y varias lesbianas. Entre sus miembros se encontraban Kathryn Hulme, Jane Heap, Margaret Anderson y la viuda de Enrico Caruso, Dorothy. Gurdjieff conoció a Gertrude Stein a través de sus miembros, pero ella nunca fue una seguidora suya.
En 1935, Gurdjieff dejó de trabajar en Todo y todo. Había completado las dos primeras partes de la trilogía planeada, pero luego comenzó la Tercera Serie. (Más tarde se publicó con el título La vida es real solo cuando «yo soy».) En 1936, se instaló en un apartamento en el número 6 de la Rue des Colonels-Renard  en París, donde permanecería por el resto de su vida. En 1937, su hermano Dmitry murió y La Cuerda se disolvió.

### Segunda Guerra Mundial
Aunque el piso del número 6 de la calle des Colonels-Renard era muy pequeño, siguió dando clases a grupos de alumnos durante toda la guerra. Los visitantes han descrito su despensa o «santuario interior» como un lugar repleto de una extraordinaria colección de delicias orientales y las cenas que ofrecía, con elaborados brindis con vodka y coñac para los «idiotas». Después de haber tenido una figura física impresionante durante muchos años, ahora estaba barrigudo. Su enseñanza se transmitía ahora de forma más directa a través de la interacción personal con sus alumnos, a quienes se animaba a estudiar las ideas que había expresado en los Cuentos de Belcebú.
Sus negocios personales (había sido intermitentemente comerciante de tapices y alfombras orientales durante gran parte de su vida, entre otras actividades) le permitieron ofrecer ayuda caritativa a los vecinos que se habían visto afectados por las difíciles circunstancias de la guerra, y también llamaron la atención de las autoridades, lo que lo llevó a pasar una noche en las celdas.

### Últimos años
Después de la guerra, Gurdjieff intentó reencontrarse con sus antiguos alumnos. Ouspensky dudaba, pero después de su muerte (octubre de 1947), su viuda aconsejó a sus alumnos restantes que visitaran a Gurdjieff en París. JG Bennett también lo visitó desde Inglaterra, su primer encuentro en 25 años. Los alumnos de Ouspensky en Inglaterra habían pensado que Gurdjieff estaba muerto. Descubrieron que estaba vivo sólo después de la muerte de Ouspensky, quien no les había dicho que Gurdjieff, de quien había aprendido de la enseñanza, aún vivía. Estaban muy contentos y muchos de los alumnos de Ouspensky, incluidos Rina Hands, Basil Tilley y Catherine Murphy, visitaron a Gurdjieff en París. Hands y Murphy trabajaron en la mecanografía y remecanografía para la publicación de Todo y todo .

Gurdjieff sufrió un segundo accidente automovilístico en 1948, pero nuevamente se recuperó inesperadamente.
«Estaba mirando a un hombre moribundo. Ni siquiera eso es suficiente para expresarlo. Era un hombre muerto, un cadáver, que salía del coche; y sin embargo caminaba. Temblaba como quien ve un fantasma». Con una tenacidad de hierro, consiguió llegar a su habitación, donde se sentó y dijo: «Ahora todos los órganos están destruidos. Hay que fabricar otros nuevos». Luego, se volvió hacia Bennett sonriendo: «Esta noche vienes a cenar. Tengo que hacer que el cuerpo funcione». Mientras hablaba, un gran espasmo de dolor sacudió su cuerpo y brotó sangre de una oreja. Bennett pensó: «Tiene una hemorragia cerebral. Se matará si sigue obligando a su cuerpo a moverse». Pero luego reflexionó: «Tiene que hacer todo esto. Si permite que su cuerpo deje de moverse, morirá. Tiene poder sobre su cuerpo». 
Tras su recuperación, Gurdjieff ultima los planes para la publicación oficial de los Cuentos de Belcebú y realizó dos viajes a Nueva York. También visitó las famosas pinturas rupestres prehistóricas de Lascaux, donde explicó su interpretación de su significado a sus alumnos.
Gurdjieff murió de cáncer en el Hospital Americano de Neuilly-sur-Seine, Francia, el 29 de octubre de 1949.  Su funeral tuvo lugar en la Catedral Ortodoxa Rusa de San Alejandro Nevski, en el número 12 de la calle Daru, París. Está enterrado en el cementerio de Avon (cerca de Fontainebleau).
Tras la muerte de Gurdjieff, JG Bennett investigó sus posibles fuentes y sugirió que los hombres simbolizaban los tres tipos de personas a los que Gurdjieff se refería: el n.º 1 centrado en su cuerpo físico; el n.º 2 centrado en sus emociones y el n.º 3 centrado en su mente. Gurdjieff describe cómo se encontró con derviches, faquires y descendientes de los esenios, cuyas enseñanzas, según dijo, se habían conservado en un monasterio de Sarmoung. El libro también tiene una búsqueda general que implica un mapa del «Egipto anterior a la era de la arena» y culmina en un encuentro con la «Hermandad de Sarmoung».

## Obra
Su principal obra fue dar a conocer y transmitir las enseñanzas del cuarto camino en el mundo occidental. Una personalidad misteriosa y carismática, con un agudo sentido crítico, y una elevada cultura tradicional, acaparó la atención de muchos, guiándolos hacia una posible evolución espiritual y humanitaria. Falleció el 29 de octubre de 1949 en Neuilly-sur-Seine, Francia.
Según los autores que han estudiado su obra, sus planteamientos constituyen un conjunto de ideas interrelacionadas muy innovadoras, que tienen el objetivo de producir la evolución consciente en el hombre.

«Gurdjieff mostró que la evolución del hombre [...] es el resultado del crecimiento [y desarrollo] interior individual; que tal apertura interior es la meta de todas las religiones, de todos los caminos, [...] pero que requiere un conocimiento directo y preciso, [...] pero que sólo se puede adquirir con la ayuda de algún guía con experiencia y a través de un prolongado estudio de sí y del trabajo sobre sí mismo».
Introducción de Perspectivas desde el mundo real. Málaga: Ed. Sirio, España, pág 8.

### Escritos
- Del Todo y de Todas las cosas, G.I. Gurdjieff.[51]

«Diez libros expuestos en tres series (3+3+4), todos ellos escritos según principios totalmente nuevos de razonamiento lógico, tendiendo estricta y directamente a la solución de los siguientes tres problemas...»
1. Relatos de Belcebú a su Nieto. Una crítica objetivamente imparcial sobre la Vida del Hombre. (3 Libros)
Para «destruir implacablemente, sin compromiso alguno, las creencias y opiniones arraigadas durante siglos en la mente y en los sentimientos del lector, con respecto a todo cuanto existe en el mundo.» [principalmente, las falsas ideas que se tiene de uno mismo, de los demás y de los prejuicios]
2. Encuentros con Hombres Notables. (3 Libros) [una autobiografía alegórica].
Para «familiarizar al lector con el material necesario para una nueva creación y poner a prueba su solidez y su calidad.» 3. La Vida es Real sólo cuando YO SOY. (4 Libros) [¿incompleta?]
Para «contribuir al surgimiento, en la mente y en los sentimientos del lector, de una representación veraz y exacta, no del mundo ilusorio que ahora percibe, sino del mundo que existe en realidad.»
- El mensajero del bien que vendrá.  G.I. Gurdjieff.[55]
- Los Aforismos.  G.I. Gurdjieff.[56]

Treinta y ocho sentencias inscriptas en el toldo del Study House (en el Prieuré) usando una escritura especial.

### Conversaciones
- Perspectivas desde el mundo real. G.I. Gurdjieff. [Compilación].[56]

Recopilación de palabras e instrucciones dadas por Gurdjieff en charlas, conversaciones y conferencias a través de los relatos de alumnos y colegas según fueron recordadas. La compilación y ordenamiento fue el trabajo de Olga de Hartmann, quien desde 1917 (Essentukí) estuviera presente en todas esas reuniones. [Se recomienda empezar con este libro el abordaje a la obra de Gurdjieff, pues algunas de las conversaciones fueron posteriormente material levemente modificado para Relatos de Belcebú...]

### Artística
- La lucha de los Magos . Ballet escrito por G.I. Gurdjieff.[57]

Dedicado a Geltzer. «Su propósito es presentar un interesante y bello espectáculo. Por supuesto, bajo las formas visibles se oculta cierto significado. [...] El lugar principal en este ballet lo ocupan ciertas danzas. [...] en el ritmo de ciertas danzas, en los movimientos y combinaciones precisos de los danzantes, se evocan vivamente ciertas leyes. Tales danzas se llaman sagradas. [...] Algunas de estas danzas se reproducen en La Lucha de los Magos. En su base se hallan tres pensamientos... » (extracto de Vislumbres de la Verdad, Anónimo, 1914).
- Otras coreografías sobre los movimientos y las danzas sagradas.[58]

Conservadas por Jeanne de Salzmann, bailarina y coreógrafa que desde 1919 acompañando a Gurdjieff por 30 años, participó en todas las etapas de su trabajo e incluso llevó la responsabilidad de «los grupos» durante los últimos 10 años.
- Alrededor de 300 piezas musicales.[23]

Compiladas por el músico Thomas de Hartmann, quien trascribía las improvisaciones e interpretaciones que hacía Gurdjieff en su harmonio portátil.
El sello Naive ha completado en el año 2001 la publicación del conjunto de la obra pianística de Gurdjieff-De Hartmann en 9 CD.

## Gurdjieff: El análisis de su trascendencia
El verdadero significado del trabajo de Gurdjieff es fuente de discusión. Igualmente es reconocido como un maestro carismático, que fundamentalmente desarrolló un conjunto de atrayentes ideas místicas y esotéricas.

Eneagrama del cuarto camino.

Gurdjieff introdujo y diseminó algunas de sus ideas al mundo occidental. Ha sido y es motivo de debate si éstas habrían sido producto de su mera maquinación con el fin de lucrarse y ganar fama o bien si realmente fueron originadas por él mismo basándose en sus investigaciones sobre métodos y enseñanzas elaboradas por sociedades secretas o esotéricas, que datarían de tiempos inmemoriales, para preservar conocimientos arcanos y supuestamente beneficiosos para facilitar el desarrollo de las potencialidades humanas, como un estado superior de conciencia y la prolongación de ésta más allá de la muerte.
Gurdjieff supo cautivar y atraer la atención de personalidades prominentes de su tiempo que decidieron estudiar sus difíciles métodos y parece ser que lo hicieron con seriedad y por largos periodos de tiempo, como ejemplo se puede citar el escritor y ensayista francés René Daumal; también es el caso del famoso arquitecto estadounidense Frank Lloyd Wright. Remedios Varo, Eva Sulzer y Leonora Carrington eran también seguidoras de su doctrina, impartida por su discípulo Ouspensky. Gurdjieff también tuvo una significativa influencia en numerosos artistas como Peter Brook, Kate Bush, Darby Crash, Robert Fripp, Keith Jarrett, Timothy Leary, P. D. Ouspensky, Louis Pauwels, George Russell, David Sylvian, Jean Toomer, P. L. Travers, Alan Watts, Claudio Naranjo, Minor White, Colin Wilson, Robert Anton Wilson, John Zorn y Franco Battiato. Tanto Gurdjieff como sus métodos, a pesar de muchas vicisitudes y de sus detractores, cuentan con muchas publicaciones y exhibiciones en diferentes partes del mundo. Incluso se ha filmado una película que describe la búsqueda, casi arqueológica, que emprende Gurdjieff en pos de la verdad, que él se proponía encontrar en los conocimientos y tradiciones que atesorarían los antiguos templos y monasterios del Asia, además de sus interacciones con personajes con quienes él se encontró a lo largo de esta travesía; el film se basa en la segunda serie de sus escritos y comparte el mismo nombre: Encuentros con hombres notables, película dirigida por Peter Brook.
Gurdjieff presenta conceptos en Europa Occidental, como por ejemplo el Eneagrama del cuarto camino, que fueron muy poco difundidos dentro de ésta, ya sería por cuestiones políticas o por motivos religiosos.
Sin embargo, las investigaciones de Gurdjieff que parecieran carecer de continuidad, es decir, que no se habrían desarrollado; han encontrado en Sudamérica dos líneas de expansión para las enseñanzas del eneagrama: 
- Psicología transpersonal:

Esta línea la empieza Claudio Naranjo (Chile) a partir de las enseñanzas de Oscar Ichazo (Bolivia): 
«Ichazo investigó y sintetizó los numerosos elementos del eneagrama hasta que, a comienzos de los años cincuenta, descubrió la conexión entre el símbolo y los tipos de personalidad… en 1970, el famoso psiquiatra Claudio Naranjo, que estaba desarrollando un programa de terapia gestalt en el Instituto Esalen de Big Sur (California), y un buen número de otros pensadores del movimiento de potencial humano, viajaron a Arica (Chile) para estudiar con Ichazo... Naranjo se interesó en hacer la correspondencia entre los tipos del eneagrama y las categorías psiquiátricas que él conocía, y comenzó a ampliar los breves esquemas de Ichazo sobre los tipos».
Los eneatipos del símbolo sagrado eneagrama son un desarrollo de Claudio Naranjo con base en la idea de Oscar ichazo;  recordándolo como «un verdadero maestro espiritual que me hizo saber que había personas que sabían, en el más pleno sentido de la palabra» y reconoce «fue a través de Gurdjieff que nos llegaron por primera vez públicamente noticias de este cristianismo esotérico con raíces pre-cristianas babilónicas (una influencia transmitida a través de la espiritualidad Irania) y que él caracterizó como un «cuarto camino» entre las formas de espiritualidad clásica. El eneagrama es una construcción geométrica simbólica que se ha dicho emblemática de esta tradición…»
- Espiritual:

Esta línea la desarrolla Abdul Karim Baudino (Argentina), que retoma las enseñanzas de los Maestros Sufis de los que aprendió Gurdjieff. Continua la línea de estudio Sufí de Laleh Bakhtiar dentro de la Orden Sufí Naqshbandiyya. Baudino toma la explicación que le dio el movimiento de difusión occidental del símbolo que psicologizó el Espíritu llevando las enseñanzas a su posición inicial donde el Eneagrama adquiere verdadero significado de fuerza cuando se espiritualiza la mente.

## Gurdjieff y la educación
A pesar de lo antes dicho, el trabajo de Gurdjieff no se basa exclusivamente en aspectos metafísicos o esotéricos. Lo metafísico y lo místico son características propias de la obra de Gurdjieff, pero estos aspectos no constituyen todo su trabajo y esencia. También incluye enseñanzas sobre el hombre y su relación con la vida material.
Descendientes de sus discípulos como Nathalie de Salzmann de Etievan, diseñaron un modelo educativo teórico. En este contexto, el Sistema de Gurdjieff intenta ser aplicado para educar mentes pequeñas. Se pretende que el pequeño «desarrolle» lo que Gurdjieff consideraba las principales esferas del ser: el cuerpo, el intelecto y las emociones.
En América Latina hay varios colegios que siguen el método Etievan, basado en la información de Gurdjieff. Esta información va dirigida a adiestrar en niños y jóvenes su conciencia, llevándolos a «amar su trabajo, a esforzarse, a conocerse, a desarrollar su voluntad, a responsabilizarse por sus actos asumiendo las consecuencias de éstos, a expresar su sentir, a buscar la verdad dentro de su ser, a centrar su atención y a formar su conciencia, para cada día ser mejores y poder enfrentar las vicisitudes de la vida de una manera positiva».
Se considera que el Sistema de Gurdjieff puede tornarse peligroso si se aplica incorrectamente. Gurdjieff mismo advirtió esto en varias ocasiones. A pesar de los peligros, muchas escuelas continúan captando nuevos discípulos manteniendo un halo de misterio y atractivo para los incautos o interesados en el tema.
Otros discípulos señalan que una verdadera escuela de cuarto camino no hace demasiada publicidad, sino que debe ser encontrada. Esta es considerada la primera condición para poder entrar. El psiquiatra británico Anthony Storr, incluye un capítulo sobre Gurdjieff y su trabajo en su libro intitulado en inglés Feet of Clay: Saints, Sinners, and Madmen.
A principios de los 70s, había una escuela de Gurdjieff en la isla caribeña de Carriacou que funcionaba como granja y monasterio, siguiendo los preceptos espirituales de Gurdjieff, pero fue destruida por la intervención del gobierno comunista de Cuba después de la revolución de 1977.

### El cuarto camino
Gurdjieff sostuvo que existen tres caminos principales para llegar a desarrollar los poderes latentes del hombre: el camino del faquir, el camino del monje y el camino del yogui, cada uno de los cuales requiere que el candidato abandone el mundo para poder hallar el sendero luminoso. Gurdjieff asegura que todos los demás caminos artificiales que existen en Occidente no conducen a nada ni llevan a ninguna parte, y de no ser porque existe un cuarto camino, la gente de Occidente no tendría la menor oportunidad para desarrollarse internamente. Las escuelas de cuarto camino ofrecen al ser humano común y corriente la oportunidad de un desarrollo interno en los aspectos físico, intelectual y emocional, en el mismo ambiente cotidiano en que vive.

### Términos
- Cuarto camino

### Personalidades
- Peter Demianovich Ouspensky
- Thomas de Hartmann y su esposa Olga de Hartmann

### Obra propia en castellano
- La vida es real solo cuando Yo Soy. Cartoné. Málaga: Editorial Sirio. 2004. ISBN 978-84-7808-453-1.
- Perspectivas desde el mundo real. Cartoné. Málaga: Editorial Sirio. 2004. ISBN 978-84-7808-418-0.
- Relatos de Belcebú a su nieto (tomo III): crítica objetivamente imparcial de la vida de los hombres: del Todo y de Todo: primera serie. Caracas: Editorial Ganesha. 2004. ISBN 978-980-6404-06-9.
- Relatos de Belcebú a su nieto: crítica objetivamente imparcial de la vida de los hombres (libro I). Caracas: Editorial Ganesha. 2003. ISBN 978-980-6404-08-3.
- Encuentros con hombres notables: del Todo y de Todo. Cartoné. Málaga: Editorial Sirio. 2003. ISBN 978-84-7808-417-3.
- Perspectivas desde el mundo real. Caracas: Editorial Ganesha. 2002. ISBN 978-980-345-054-0.
- Relatos de Belcebú a su nieto: crítica objetivamente imparcial de la vida de los hombres (libro II). Caracas: Editorial Ganesha. 2002. ISBN 978-980-345-076-2.
- Relatos de Belcebú a su nieto. Cartoné. Málaga: Editorial Sirio. 2001. ISBN 978-84-7808-370-1.
- Encuentros con hombres notables. Caracas: Editorial Ganesha. 2000. ISBN 978-980-345-032-8.
- La vida es real cuando Yo Soy (del Todo y de Todo; 3ª serie). Caracas: Editorial Ganesha. 2000. ISBN 978-980-6404-05-2.
- El mensajero del bien venidero. Primer llamamiento a la humanidad contemporánea. Agotado. Barcelona: Editorial Humanitas. 2000. ISBN 978-84-7910-315-6.